# Carbondale (Pensilvânia)
Carbondale é uma cidade localizada no estado dos Estados Unidos de Pensilvânia, no Condado de Lackawanna.

## Demografia
Segundo o Censo dos Estados Unidos de 2020 a sua população era de 8828 habitantes e em 2022 foi estimada de 8801.

## Geografia
De acordo com o United States Census Bureau tem uma área de
8,4 km², dos quais 8,4 km² cobertos por terra e 0,0 km² cobertos por água. Carbondale localiza-se a aproximadamente 392 m acima do nível do mar.

## Localidades na vizinhança
O diagrama seguinte representa as localidades num raio de 12 km ao redor de Carbondale.